# 胡思庸
胡思庸（1926年—1993年），笔名田用、吴鸣士（一作吴鸣世），男，河南驻马店人，中国历史学家，曾任中国史学会理事。